# وزارت کشور سوریه
وزارت کشور سوریه (به عربی: وزارة الداخلیة السوریة) یکی از وزارت‌خانه‌های سوریه است. دفتر مرکزی آن در کفر سوسه در دمشق واقع شده است. طبق وبگاه رسمی این وزارت‌خانه، وظایف آن محدود به حفاظت و اجرای امنیت است.
دفتر مرکزی سابق وزارت کشور در گراند سریال واقع شده بود که در سال ۱۹۰۰ در نزدیکی میدان مرجه تأسیس شده بود. این ساختمان در سال ۲۰۱۱ برای استفاده به عنوان هتل به وزارت گردشگری منتقل شد.

## فهرست وزیران کشور سوریه
- عبدالرحمن خلیفاوی (۲۱ نوامبر ۱۹۷۰ – ۴ مارس ۱۹۷۱)
- علی ظاظا (۴ مارس ۱۹۷۱ – ۸ ژوئیه ۱۹۷۶)
- عدنان دباغ (۸ ژوئیه ۱۹۷۶ – ۱۴ ژانویه ۱۹۸۰)
- ناصرالدین ناصر (۱۴ ژانویه ۱۹۸۰ – ۸ آوریل ۱۹۸۵)
- محمد غباش (۸ آوریل ۱۹۸۵ – ۱۱ ژانویه ۱۹۸۷)
- محمد حربه (۱۱ ژانویه ۱۹۸۷ – ۱۲ دسامبر ۲۰۰۱)[۳]
- علی حمود (۱۳ دسامبر ۲۰۰۱ – ۷ اکتبر ۲۰۰۴)[۳]
- غازی کنعان (۷ اکتبر ۲۰۰۴ – ۱۲ اکتبر ۲۰۰۵)
- بسام عبدالمجید (۱۲ فوریه ۲۰۰۶ – ۲۳ آوریل ۲۰۰۹)
- سعید سمور (۲۳ آوریل ۲۰۰۹ – ۱۴ آوریل ۲۰۱۱)
- محمد ابراهیم الشعار (۱۴ آوریل ۲۰۱۱ – ۲۶ نوامبر ۲۰۱۸)[۴]
- محمد خالد الرحمون (۲۶ نوامبر ۲۰۱۸ – ۸ دسامبر ۲۰۲۴)
- محمد عبدالرحمن (۱۰ دسامبر ۲۰۲۴ – ۱۹ ژانویه ۲۰۲۵)
- علی کده (۱۹ ژانویه ۲۰۲۵ – ۲۹ مارس ۲۰۲۵)
- انس خطاب (۲۹ مارس ۲۰۲۵ – اکنون)